# シュタール・ウント・ドラートヴェルク・レスラウ
シュタール・ウント・ドラートヴェルク・レスラウ（独: Stahl- und Drahtwerk Röslau、レスラウ鉄鋼・製線工場）GmbHは、ドイツ・バイエルン州レスラウにある鋼鉄線の製造業者である。1882年にプロイセン王国ヴェストファーレン州ホーエンリンブルクでボンガルト（Bongardt）兄弟によって創業された。レスラウ・シュタールドラート（Röslau Stahldraht、レスラウ鋼線）の商標でも知られる。製品にはピアノ線（ピアノ弦）がある。日本ではレスローとも呼ばれる。